# Ічня (станція)
І́чня — проміжна залізнична станція 4-го класу Полтавської дирекції Південної залізниці на лінії Курінь — Прилуки в місті Ічня Ічнянського району Чернігівської області.

## Історія
Станція Ічня виникла у 1894 році. Історія розвитку станції Ічня сягає кінця XIX століття, коли поруч із містом починається будівництво приватної Московсько-Києво-Воронезької залізниці, що проходила по території Чернігівської губернії.
З 1893 року починається рух на вузькоколійній ділянці Чернігів — Крути — Красне, а в 1894 році — рух поїздів по ділянці Крути — Ічня — Прилуки. У цьому ж році почала працювати станція Ічня, звідки щорічно відправлялося близько 1 млн пудів вантажу, переважно хліба.
У 1901 році розпочато будівництво ширококолійної залізничної лінії Бахмач — Прилуки — однієї з основних ліній Московсько-Києво-Воронезької залізниці, яка зв'язувала Донецький вугільний басейн з південно-західними районами країни і відігравала істотну роль в експорті хліба через Одесу. Будівництво лінії завершилося в 1912 році. Вокзал споруджений у рамках влаштування залізниці Одеса–Бахмач і є типовим для даної залізниці. У 1912 році завершується будівництво залізничного вокзалу, водонапірної башти та інших виробничих приміщень станції Ічня.
Вокзал проіснував до початку Другої світової війни, в 1941 році при відступі радянських військ був зруйнований. Напередодні війни станція складалася з трьох приймально- і трьох вантажно-розвантажувальних шляхів на вантажному дворі, були побудовані багажне відділення, вагонні ваги, склад, водонапірна вежа.
За роки війни від цілого комплексу споруд залишилися тільки водонапірна башта і невелике приміщення, в якому раніше розміщувалася амбулаторія. Це приміщення в роки війни і тривалий час після, — виконувало функції залізничного вокзалу. Впродовж 1963—1965 років будівля старого вокзалу було відбудовано. Ця будівля без істотних змін експлуатувалась замалим не 40 років, у 2005-2007 роках станція була капітально відремонтована.
У 1960-ті роки будується ряд під'їзних шляхів, четвертий вантажно-розвантажувальний шлях, новий вантажний двір з шляхом для вивантаження сипучих вантажів.

## Сьогодення
Сьогодні до станції підходить п'ять під'їзних шляхів, і крім трьох приймальних шляхів є п'ять вантажно-розвантажувальних шляхів. Проводиться завантаження зернових, лісових, продовольчих вантажів, вивантаження в основному будівельних вантажів і добрив.
У 2006 році побудовано тензометричні ваги, а у 2005 році для зручності пасажирів встановлений термінал «Експрес-2», оскільки через станцію Ічня йдуть три пари приміських і чотири пари пасажирських поїздів.
На будівлі розташована меморіальна дошка Номану Челебіджіхану.

## Кадровий склад
З 2007 року станцію очолює Павло Карпенко, який є одним з представників залізничної династії сім'ї Карпенко. Штат станції складається з 22 осіб. Якісне обслуговування пасажирів та виконання планових показників забезпечують три квиткових касири, які крім основних обов'язків, під керівництвом старшого квиткового касира виконують обов'язки станційного робітника. Безперешкодний прийом і відправлення поїздів, виконання маневрової роботи забезпечується роботою чотирьох чергових по станції і дев'яти чергових стрілочних постів.